# Durango (Colorado)
Durango is een plaats (city) in de Amerikaanse staat Colorado, en valt bestuurlijk gezien onder La Plata County.

## Demografie
Bij de volkstelling in 2000 werd het aantal inwoners vastgesteld op 13.922.
In 2006 is het aantal inwoners door het United States Census Bureau geschat op 15.614, een stijging van 1692 (12.2%).

## Geografie
Volgens het United States Census Bureau beslaat de plaats een oppervlakte van
17,7 km², waarvan 17,6 km² land en 0,1 km² water.

## Plaatsen in de nabije omgeving
De onderstaande figuur toont nabijgelegen plaatsen in een straal van 56 km rond Durango.

## Geboren
- Turrell Wylie (1927–1984), hoogleraar Tibetaans aan de Universiteit van Washington in Seattle
- Stuart Roosa (1933-1994), astronaut
- Devon Gummersall (1978), televisie- en filmacteur
- Carmen Small (1980), wielrenster
- Sepp Kuss (1994), wielrenner
- Christopher Blevins (1998), mountainbiker en wegwielrenner
- Quinn Simmons (2001), wielrenner
- Colby Simmons (2003), wielrenner